# Lars Olsson Smith

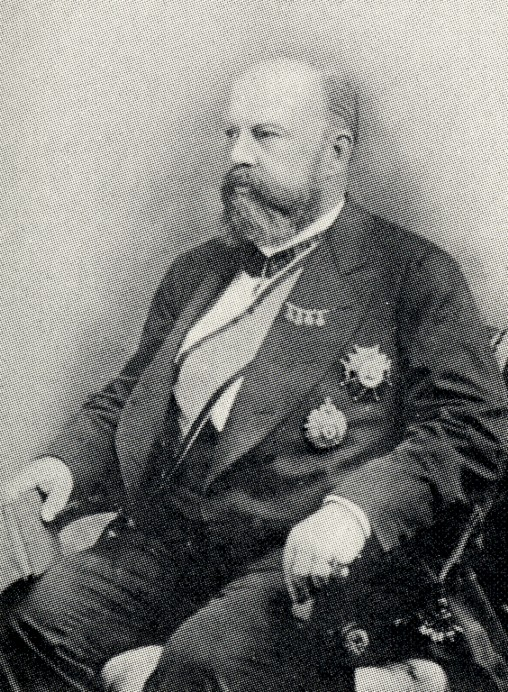
L.O. Smith 1880

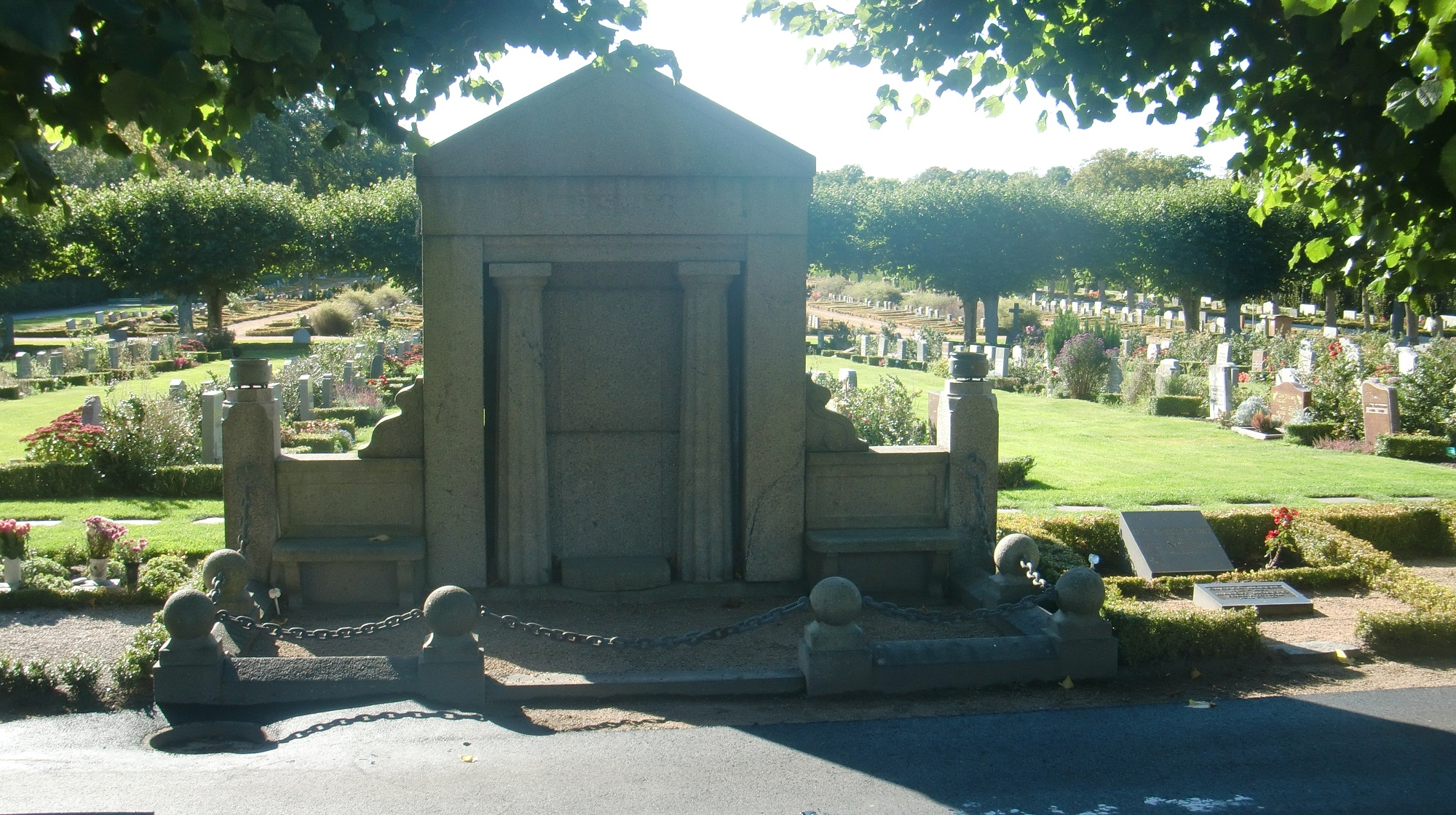
Das Grab von L.O. Smith

Lars Olsson Smith (12. Oktober 1836 in Kiaby – 9. Dezember 1913 in Karlskrona), auch bekannt als L.O. Smith, war ein schwedischer Schnapsfabrikant und Politiker. Er wurde gegen Ende des 19. Jahrhunderts aufgrund seiner überragenden Monopolstellung in der schwedischen Schnapsfabrikation auch „König der Spirituosen“ (Brännvinskungen) genannt. Er ist Begründer der heute weltweit vertriebenen Wodka-Marke Absolut Vodka, die damals unter dem Namen Absolut Rent Brännvin geführt wurde.

## Biographie

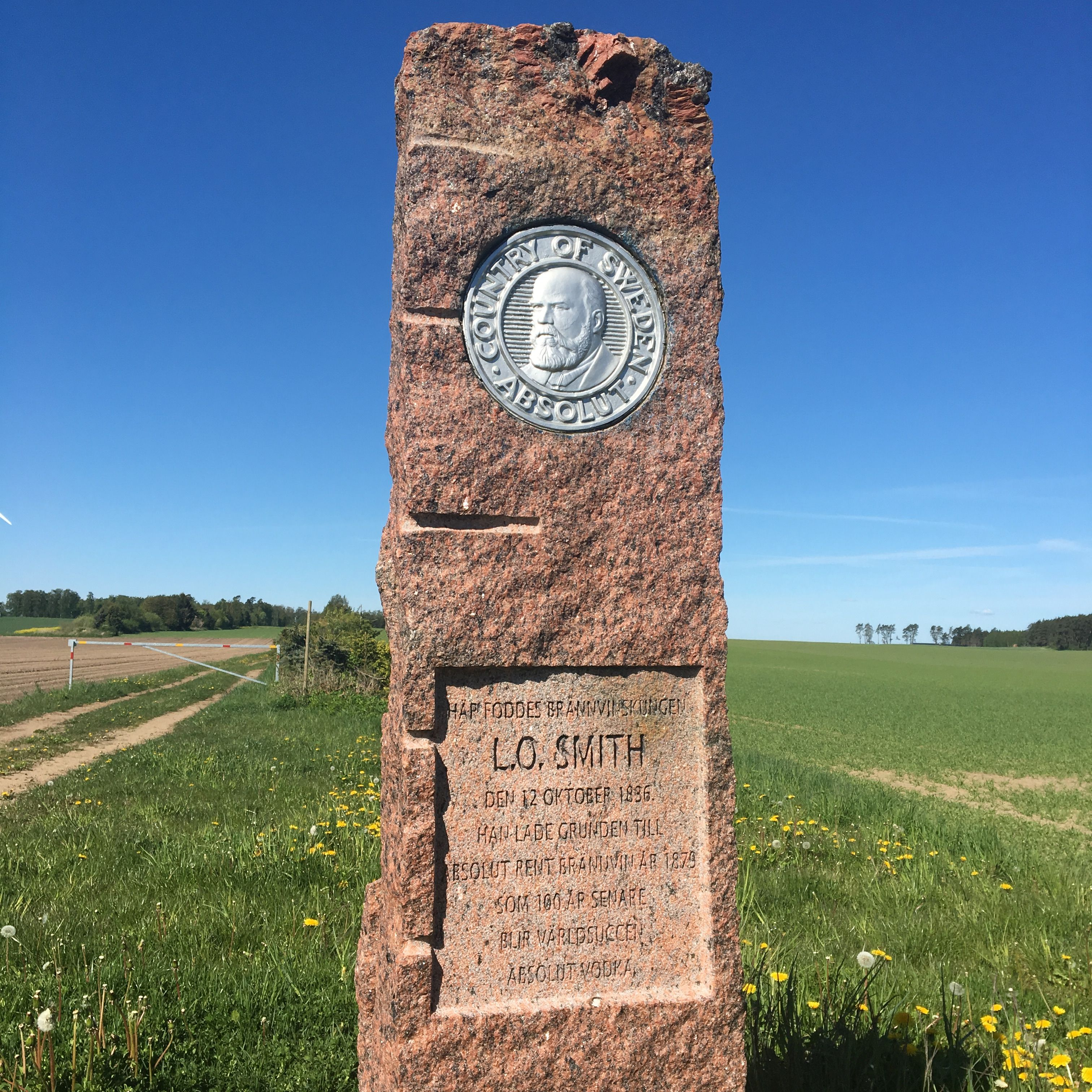
Gedenkstein für Smith in seiner Geburtsstadt Kiaby

Nach der Insolvenz seines leiblichen Vaters begann Lars Olsson Smith im Alter von acht Jahren, bei Konsul Carl Smith in einem Gemischtwarenladen in Karlshamn zu arbeiten. Aufgrund der schwierigen finanziellen Situation seiner leiblichen Familie nahm sich Konsul Smith des Jungen an und adoptierte ihn, woraufhin Lars Olsson den Namen „Smith“ führte.
Ab 1850 arbeitete er in Stockholm in einem Gemischtwarenladen, anschließend für einen Seehafenspediteur.
1858 errichtete er mehrere Destillerien in Scania, Blekinge und Reimersholme. Diese Destillerien verhalfen Smith zu einem enormen Reichtum, da er ein Destillationsverfahren entwickelte, mit dem der Anteil an Fuselölen erheblich geringer war als bei vergleichbaren Spirituosen der damaligen Zeit. Der bekannteste von Smith produzierte Wodka war tiodubblat renat („zehnfach gereinigt“), durch den Smith seine Konkurrenten in die Insolvenz trieb und eine überragende Monopolstellung erlangte. Die Stadt Stockholm versuchte seinen Erfolg einzudämmen, Smith jedoch verlagerte seine Destillerien auf die Insel Reimersholme jenseits der Stadtgrenzen Stockholms. Seine Spirituosen ließ er von den Fjäderholmarna-Inseln aus verkaufen, indem er für die Bürger Stockholms einen Fährendienst zwischen Stockholm und der Insel einrichtete.
Etwas später wurde die Alkoholproduktion verstaatlicht, L.O. Smith erhielt eine großzügige Abfindung, wegen derer es zermürbende Erbstreitigkeiten gegeben haben soll.
Seine jüngste Tochter Marie Luise Smith ehelichte den Diplomaten Jean Karadja Pascha. Deren Sohn Constantin Karadja setzte sich im Zweiten Weltkrieg als Diplomat für die Rettung tausender Juden ein.
Heutzutage schmückt das Profil des Begründers Smith jede Absolut-Vodka-Flasche.

## Weiterführende Links
- Website L.O. Smith